# Taketori monogatari
Il Taketori monogatari (竹取物語? lett. "Il racconto di un tagliatore di bambù"), tradotto anche col titolo Storia di un tagliatore di bambù, è la trasposizione letteraria di un racconto popolare giapponese, ed è datato al X secolo, e considerato il più antico esempio di narrativa nel Paese (monogatari), scritto in lingua giapponese tardoantica.

## Trama

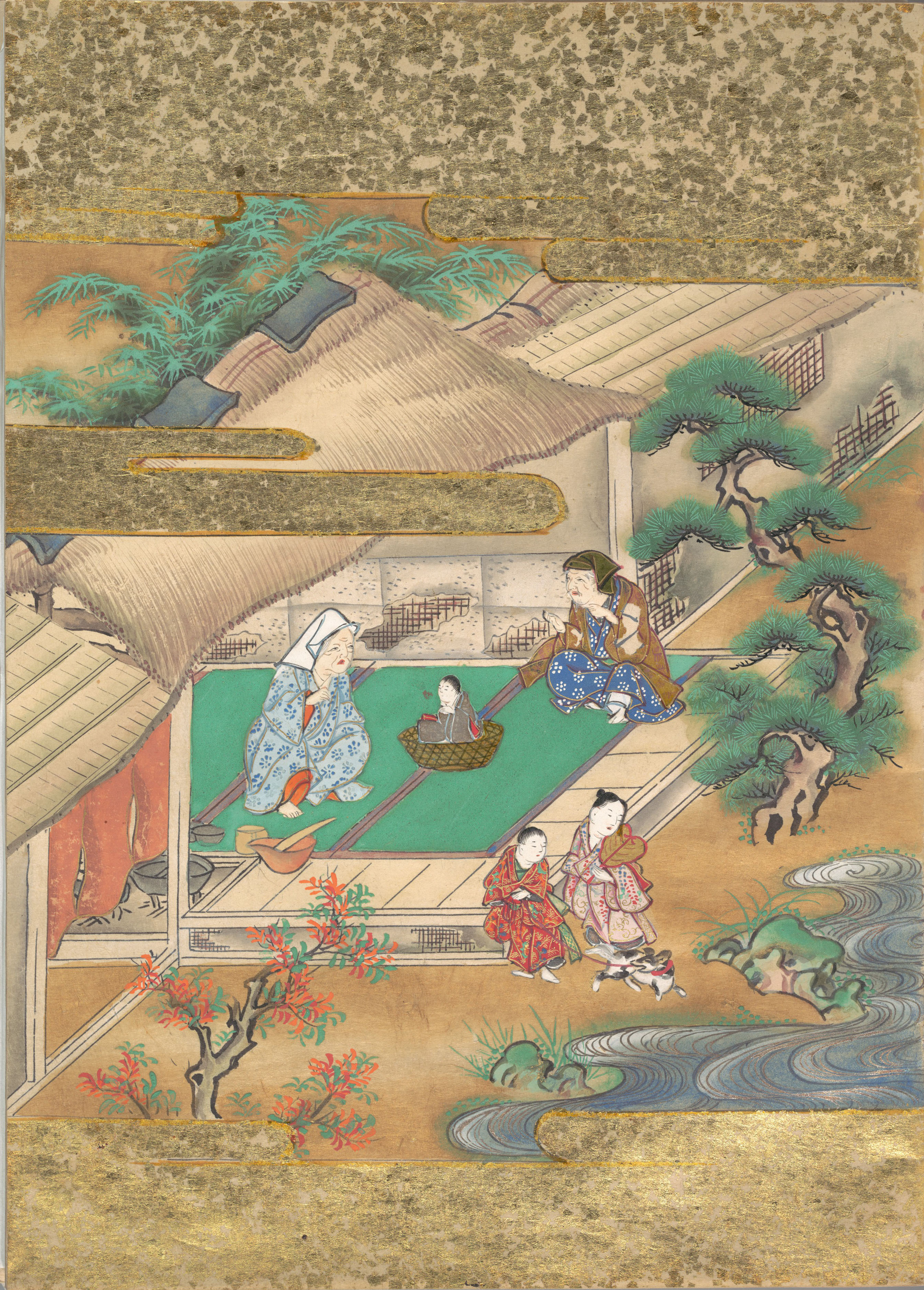
Dipinto del periodo Edo raffigurante l'anziano tagliatore di bambù, la moglie e Nayotake no Kaguya-hime.

Un anziano tagliatore di bambù (竹取翁?, Taketori no okina) trova una canna di bambù che risplende nella notte. Tagliandola trova al suo interno una bambina, grande come un pollice. L'uomo, che non ha figli, porta la bambina a casa dalla moglie e i due la crescono come fosse loro figlia, dandole il nome di Nayotake no Kaguya-hime (なよたけのかぐや姫? lett. "principessa splendente del flessuoso bambù"). Da questo momento in poi, ogni volta che l'uomo taglierà un bambù, vi troverà all'interno una piccola pepita d'oro e l'uomo capisce che questo fatto soprannaturale è merito di Kaguya-hime. Kaguya-hime cresce felice nella sua famiglia adottiva e diventa una bellissima donna, e la famiglia, arricchitasi grazie a tutto l'oro trovato dal tagliatore di bambù, cerca di tenerla al riparo da occhi indiscreti, considerando Kaguya-hime come un tesoro del cielo.
L'eccezionale bellezza della donna, tuttavia, viaggia di bocca in bocca e presto cinque principi si presentano alla loro porta, chiedendo alla "principessa splendente" di scegliere uno di loro. Kaguya-hime escogita per loro cinque prove impossibili: il primo dovrà portarle in dono la sacra ciotola del Buddha, il secondo un ramo del leggendario albero dal tronco d'oro e foglie d'argento, il terzo la pelle di un topo di fuoco dalla Cina, il quarto il gioiello dai molti colori posto sul capo di un drago, e infine il quinto la preziosa conchiglia nascosta nella pancia di una rondine. Comprendendo l'impossibilità delle richieste, il primo torna con una preziosa ciotola comprata da un tempio, ma la principessa nota che non emana luce santa. Il secondo, dopo aver cercato l'albero, si arrende e lo fa forgiare da abili gioiellieri, ma oltre al dubbio della principessa è tradito dai gioiellieri, che ancora aspettano di essere pagati. Il terzo compra il tesoro da un cinese, ma quando porta la pelle alla principessa a questa basta gettarla nel fuoco per capire che non è autentica. Il quarto si arrende dopo aver rischiato la vita nella ricerca del drago. Il quinto perde la vita nel tentativo di afferrare la rondine.
Avendo sentito parlare della straordinaria bellezza della fanciulla, lo stesso imperatore del Giappone va a visitarla e se ne innamora. Tuttavia, Kaguya-hime rifiuta anche le sue proposte e rifiuta di recarsi a palazzo con lui.
Sopraggiunta l'estate, la principessa sospira spesso alla luna e infine confessa di provenire da lì, di essere una donna della Luna. Inoltre, dice che, a metà della stagione, aspetta la visita dei suoi concittadini (gli esseri celestiali) di Tsuki no Miyako (月の都? lett. "Capitale della luna"), che l'avrebbero ricondotta, con sua grande gioia, a casa dopo esserne stata lontana così tanti anni. Si capisce così perché Kaguya-hime non poteva accettare neppure le proposte dell'imperatore: ella non era una terrestre, bensì un essere di un altro mondo, il regno della Luna.
Il giorno designato, l'imperatore innamorato invia molti soldati a impedirlo, ma questi sono tutti accecati dalla luce emanata dagli esseri celestiali. Kaguya-hime, prima di tornare sulla Luna, lascia una lunga lettera di scuse, la sua veste fatta di fili d'oro per i vecchi padre e madre adottivi e una goccia di elisir della vita (che dona l'immortalità a chi lo beve) per l'imperatore.
La principessa splendente indossa poi una sua stupenda veste fatta di piume magiche, che le permette di volare e le fa anche dimenticare il tempo trascorso sulla Terra, così torna senza alcun rammarico a casa sua, sulla Luna.
Subito dopo la partenza di Kaguya-hime, i genitori si ammalano, mentre l'imperatore, ricevuti i lasciti della principessa, si reca sulla montagna più alta del suo impero per bruciare lettera e elisir della vita. Secondo la storia, il nome della montagna, Fuji, deriva dalla parola "immortalità" (不死?, fushi, ma può anche essere letto fuji), mentre i kanji, che si leggono "montagna ricca di guerrieri" (富士山?, Fuji-san), si riferiscono all'esercito dell'imperatore, che scala la montagna accompagnando l'imperatore. Inoltre, il fumo che sale dalla cima del monte, all'epoca più vulcanicamente attivo di oggi, deriva dall'elisir che brucia ancora oggi.

## Connessione con altre fiabe
Il Taketori monogatari ha un equivalente incredibilmente simile nella tradizione tibetana, sebbene la parte finale, che spiega l'origine del nome del monte Fuji, non abbia paralleli. Alcuni ricercatori sostengono che la fiaba tibetana derivi da quella giapponese, che ha attraversato la Cina. Infatti, la storia tibetana è documentata per iscritto solo a partire dagli anni cinquanta e non vi sono tracce della storia in Cina. Questo ha indotto i ricercatori a ritenere che la storia si sia originata in Giappone e da lì sia stata introdotta in Tibet da esploratori giapponesi.

## Opere derivate

### Cinema dal vivo

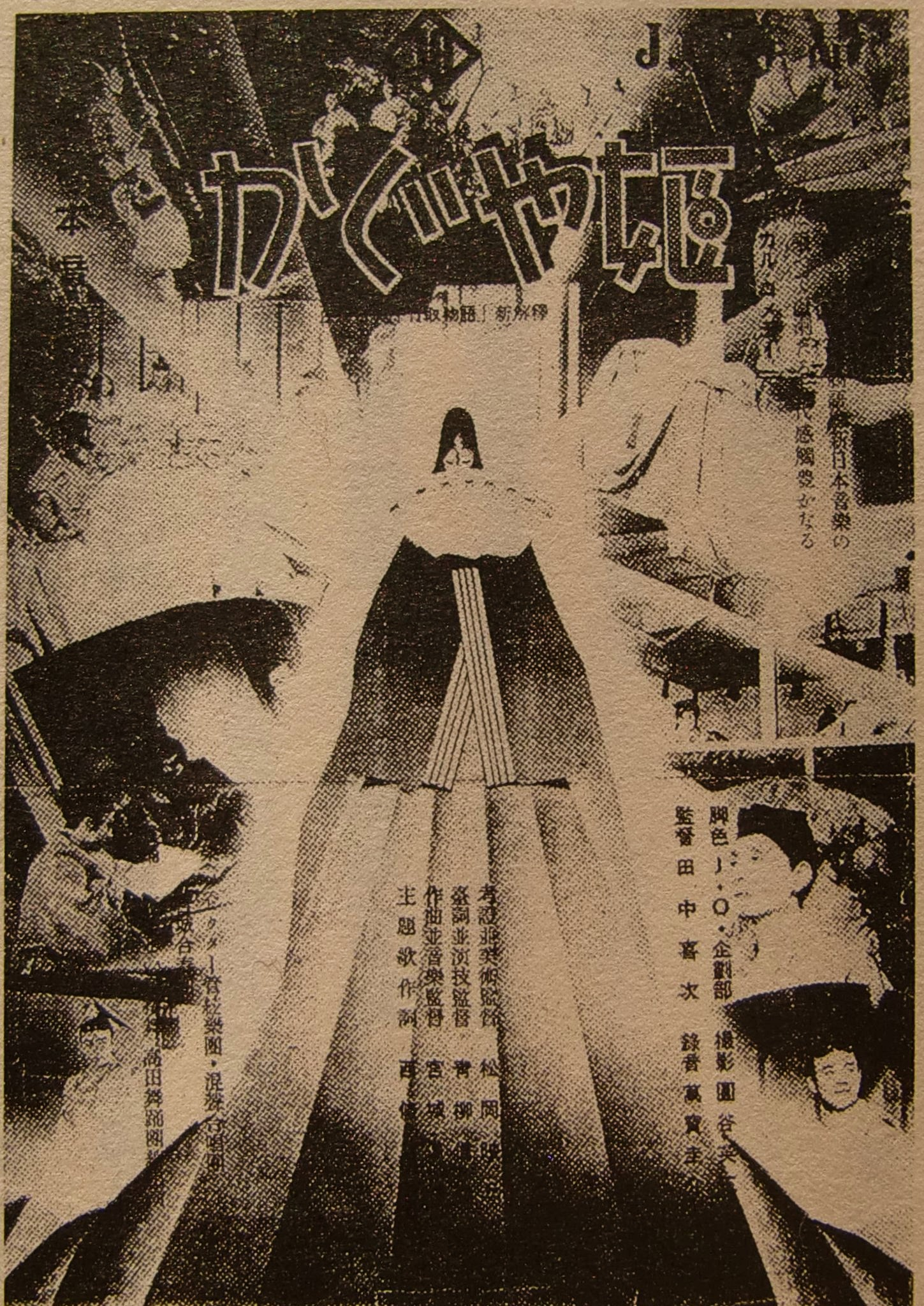
Locandina del film del 1935

- Nel 1935 uscì nelle sale giapponesi il film Kaguya Hime (かぐや姫?), diretto da Yoshitsugu Tanaka con la direzione della fotografia di Eiji Tsuburaya. Per molti anni il film fu considerato perduto, ma nel 2015 il British Film Institute ne ritrovò una copia.[2]
- Nel 1987 dalla storia fu tratto un film dal nome Taketori monogatari, di Kon Ichikawa con, tra gli attori, Yasuko Sawaguchi, Toshirō Mifune, Ayako Wakao e Megumi Odaka.

### Manga e anime
- Un noto anime di Leiji Matsumoto, La regina dei mille anni, è basato sulla storia: viene infatti detto che Kaguya era la regina dei 1000 anni precedente alla protagonista.
- La puntata 84 del cartone animato Sally la maga (Toei Animation, 1966) è dedicata alla principessa Kaguya.
- Il manga La principessa splendente (titolo originale Kaguyahime) di Reiko Shimizu è basato sulla storia.
- La protagonista del manga Kaguya-sama: Love is War di Aka Akasaka, Kaguya Shinomiya, è ispirata alla principessa Kaguya. L'opera contiene inoltre numerosi riferimenti al racconto originale.
- Nel 2013 lo Studio Ghibli ha prodotto un film animato dal titolo La storia della Principessa Splendente per la regia di Isao Takahata, la cui trama riprende l'antica leggenda.
- Nell'episodio 76 dell'anime Keroro, il plotone di alieni sulla luna incontra Kaguya-hime, anch'essa un alieno, che è in cerca di cinque minerali corrispondenti ai tesori della storia per riparare la sua astronave.
- Il secondo film cinematografico di Sailor Moon, Sailor Moon S The Movie - Il cristallo del cuore, narra della storia d'amore tra un'astronauta e un astronomo in cerca della principessa Kaguya.
- L'episodio 42 della serie televisiva animata Le nuove avventure di Lupin III, dal titolo Il segreto della principessa Kaguya, si rifà a questa storia.
- L'antagonista finale del manga Naruto di Masashi Kishimoto, Kaguya Ootsutsuki è ispirata alla principessa Kaguya.
- Nell'episodio 122 di Zatch Bell!, si fa riferimento alla storia della principessa Kaguya.
- Nel secondo film di Inuyasha, l'antagonista principale è la principessa Kaguya.
- Nell'episodio 731 (210 in Italia) di Doraemon 「かぐやロボット」 - Kaguya robotto
"La Princi Luna" viene presentato suddetto chusky, consistente in una capsula da inserire in una canna di bambù nel cuore della notte, che, una volta tagliata, dà vita a una ragazzina robot chiamata appunto Luna, mentre nell'episodio 157 「のび太が育てたかぐや姫」 - Nobita ga sodateta kaguya-hime - "La principessa della Luna"), trasmesso in Italia l'8 settembre 2015, viene raccontata la storia della principessa della Luna (adattata al cartone).
- Negli episodi 444 e 445 (numerazione italiana) dell'anime Detective Conan, viene messa in scena uno spettacolo teatrale che rappresenta la storia della principessa Kaguya.
- Nel capitolo 2 del secondo volume di Star Twinkle pretty cure ci viene presentata la principessa Kaguya pure se lei nega di provenire dalla luna, si cita il fatto che è stata trovata da bambina in un Bamboo
- Tra le protagoniste di star Twinkle precure c'è Kaguya Madoka questo personaggio è ispirata alla principessa Kaguya tanto che quando si trasforma diventa la Pretty cure della luna

### Videogiochi
- Al pari di molte altre leggende folkloristiche giapponesi, la storia di Kaguya è citata nella trama del videogame Ōkami.
- In Persona 4 Golden, una volta che il giocatore ha raggiunto il livello massimo del link sociale di Marie, Eone, quest'ultimo sarà in grado di evocare Kaguya, la visitatrice notturna al chiaro di luna. In giochi futuri. Kaguya sarà diventata la Persona di Marie.
- Il personaggio Kaguya Houraisan che compare nell'ottavo capitolo della serie di videogiochi Touhou Project: Touhou 8 - Imperishable Night (Final Boss Stage-6:finale B) è una palese rappresentazione videoludica del personaggio folkloristico. Nell'illustrazione ufficiale che la rappresenta compaiono infatti i 5 oggetti riguardanti le 5 richieste impossibili.
- Il Pokémon di settima generazione Celesteela è ispirato alla principessa Kaguya, da cui (oltre alle sembianze femminili e al vestito) derivano anche le grandi braccia che sembrano canne di bambù.

### Altro
- Nel 2007, l'Agenzia Spaziale Giapponese ha rinominato Kaguya il Selenological and Engineering Explorer.
- Questa storia viene menzionata da Dalian nel 5º episodio della serie di light novel Dantalian no shoka, a proposito di una donna che analogamente ha richiesto a cinque uomini di eseguire i suoi desideri (Portarle cinque particolari Libri magici).
- Nel suo romanzo d'esordio, "Tsuki e Deshu. La vera storia" (finalista al concorso Ilmioesordio Narrativa 2015), Antonella Colcer, immagina la verità dietro la leggenda, e prova inoltre, attraverso la sua personale interpretazione, a trovare risposta alle cinque prove apparentemente impossibili escogitate dalla principessa e lasciate irrisolte per più di dieci secoli.
- Nel gioco di carte collezionabili giapponese Force of Will il personaggio di Kaguya ha un ruolo centrale nella storia, apparendo come sovrano nelle espansioni Fiaba della luna scarlatta, Il ritorno della sacerdotessa della luna e La salvatrice della luce lunare e come risonatore nell'espansione Le ere millenarie. Nel gioco compaiono inoltre molte carte collegate alla luna od altri elementi della leggenda (Fiaba della luna scarlatta ad esempio contiene i cinque oggetti delle prove).